# Sremčica
Sremčica (in serbo Сремчица?) è un quartiere suburbano rurale della capitale serba di Belgrado. Si trova nel comune di Čukarica a Belgrado.

## Posizione
Sremčica si trova a sud di Belgrado e inizia a circa 2 km a sud della parte più meridionale del quartiere di Železnik (anche se i centri di questi due insediamenti sono distanti 6-7 chilometri l'uno dall'altro). Si tratta di un tipico insediamento stradale che si estende lungo la via centrale Beogradska, con molte strade laterali chiamate semplicemente via Beogradska parte 1, 2, ecc., ma la maggior parte di esse ha ottenuto i propri nomi separati nel 2004-2007. La parte settentrionale del quartiere costituisce una comunità locale separata (mesna zajednica), unità amministrativa subcomunale, denominata Gorica ma popolarmente chiamata Naselje (in serbo "insediamento") dalla popolazione locale, che nel 2002 contava 5.358 abitanti. La parte meridionale è organizzata come una comunità locale con lo stesso nome dell'intero insediamento, Sremčica. Entrambe le comunità locali furono successivamente fuse in una sola.

## Caratteristiche
Il terreno attorno all'insediamento è parzialmente costituito da pietra calcarea (microregione carsica, chiamata Merokras di Belgrado). Una delle caratteristiche più conosciute di Sremčica è il piccolo stagno Rakina bara, che significa "stagno di Raka". Si tratta di un piccolo lago naturale con una superficie di 3 ettari, formatosi in una fossa calcarea, l'unico lago carsico sul territorio della città di Belgrado. È inglobato nell'area di degrado massiccio e, tipico dei laghi carsici, presenta una dolina. Trasformato in uno stagno per i pesci e progettato come futura area ricreativa, con la crescita dell'insediamento, gli abitanti dei pendii vicini hanno gettato le loro condutture fognarie nello stagno che oggi è coperto di canne, trasformato in una discarica e senza pesci perché quasi seccato. La maggior parte dell'acqua viene rifornita da un torrente locale. Entro il 2023 il lago è stato parzialmente ripristinato.
Vicino a Sremčica si trova anche la grotta carsica Turski Točak ("ruota turca"). Ci sono altre due grotte a ovest, vicino a Pećani, chiamate Donja Pećina e Gornja Pećina ("grotta superiore" e "grotta inferiore").

## Società
Secondo i risultati del censimento del 2011, Sremčica conta 21.001 abitanti. Pur essendo un insediamento rurale, è uno dei sobborghi di Belgrado in più rapida crescita dagli anni '70. Tuttavia, la sua crescita accelerata senza alcuna costruzione pianificata, non è seguita dalla crescita uguale delle infrastrutture, quindi la maggior parte delle parti di Sremčica presentano alcuni importanti problemi comunali (acqua, fognature, traffico). Nonostante abbia una popolazione di quasi 21.000 abitanti, solo due linee di autobus (511 e 512) la collegano a Belgrado, distante 20 km.

### Evoluzione demografica
Abitanti censiti

## Galleria d'immagini

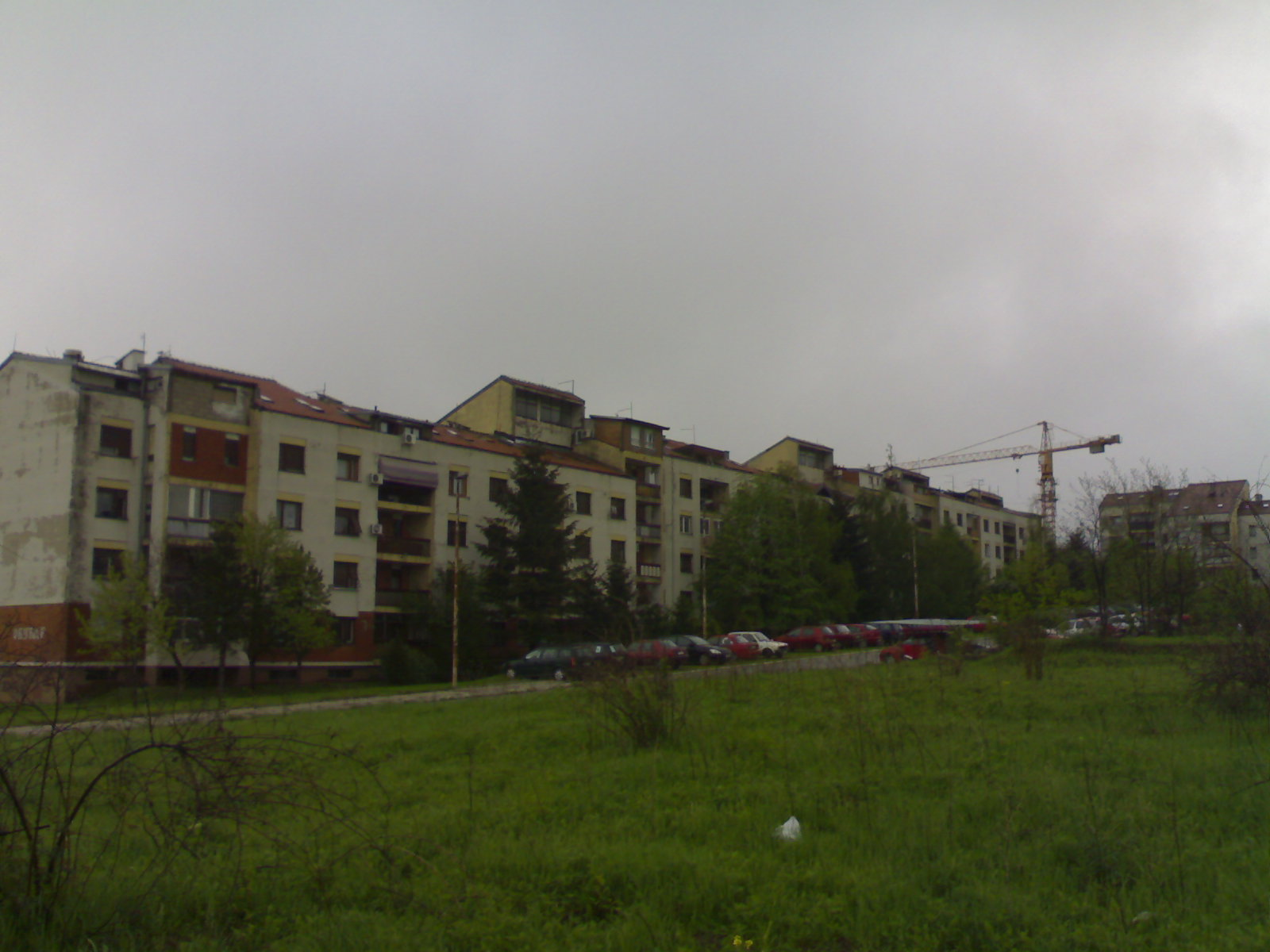
Sremčica nel 2012.
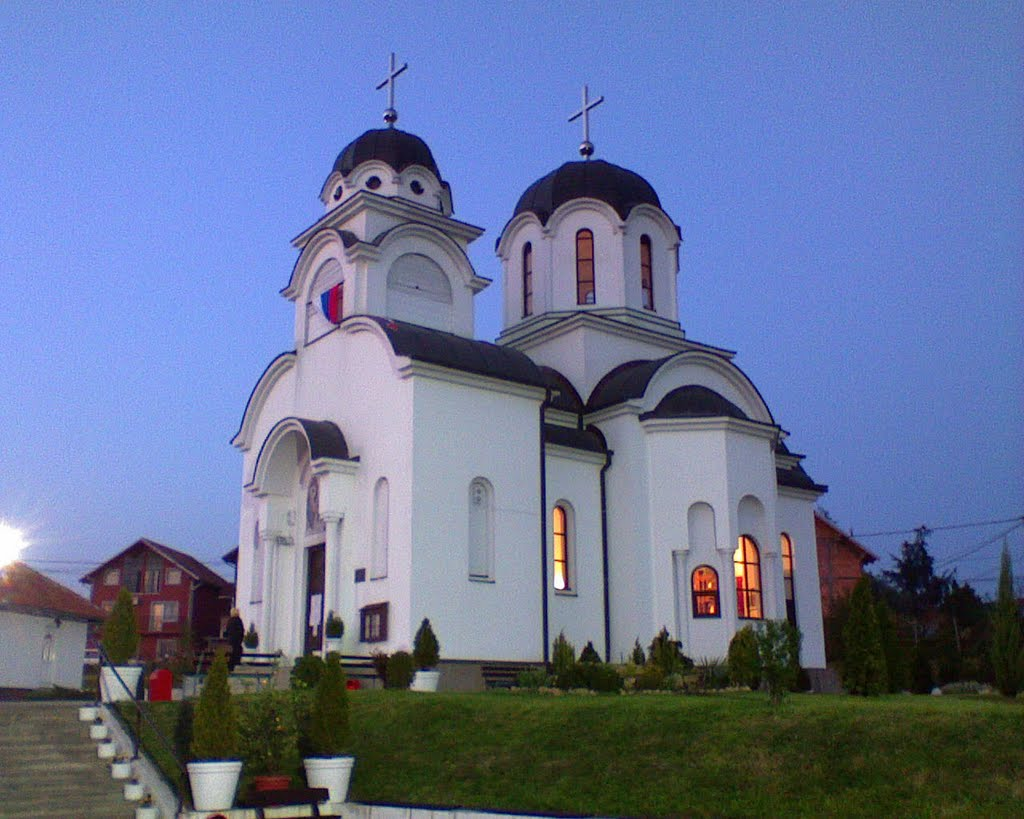
Chiesa della Santissima Trinità.